# Mereni (Constanța)
Mereni é uma comuna romena localizada no distrito de Constanţa, na região de Dobruja. A comuna possui uma área de 66.14 km² e sua população era de 2302 habitantes segundo o censo de 2007.